# Blascojimeno
Pueblo de Ávila de 35 habitantes situado a 39 km de la capital y anexo de la localidad de Gallegos de Sobrinos, en la provincia de Ávila (Castilla y León). Pasa cercano al pueblo el río Navazamplón.

## Población
Se sitúa en 35 personas en invierno y algo más de 100 en verano. Pese a la despoblación tan evidente de la zona, sigue siendo el pueblo con más habitantes del eje que marca la carretera AV-P-632 entre Gallegos de Sobrinos y Ortigosa de Rioalmar

## Ayuntamiento
Blascojimeno pertenece al ayuntamiento de Gallegos de Sobrinos y es gobernado por Melchora Sánchez López (PP), residente además en Blascojimeno. Curiosamente la mayoría de los alcaldes de la democracia han sido de Blascojimeno y no de Gallegos de Sobrinos.

## Servicios

### Sanitario
El médico acude al consultorio médico los martes. Consultorio de Atención Primaria en Gallegos de Sobrinos los lunes, miércoles y viernes. Las urgencias están en Muñico, a 8km.

### Transportes
Por carretera desde Gallegos de Sobrinos por la carretera provincial AV-P-632.
Cuenta con el servicio de Transporte a la Demanda que se utiliza para al módico precio de 50 céntimos acercar a los vecinos a los Centros de Salud correspondientes y a los hospitales de referencia, pero lógicamente también permite los desplazamientos entre localidades para otros fines.
También se dispone de una línea de autobús que pasa por Gallegos de Sobrinos, a 1 kilómetro de Blascojimeno. La línea hace el recorrido Ávila - Cabezas del Villar - Narrillos del Álamo.

### Telecomunicaciones
Hay servicio diario de correos, así como red móvil de Movistar y Yoigo en la mayor parte del pueblo. 

### Alimentación
Al no disponer de grandes tiendas o supermercados, los vendedores de todo tipo pasan por el pueblo durante toda la semana, lo que garantiza el suministro. Persiste la "Tienda de Mili".

### Educación y cultura
Desde 1976, no hay colegio en Blascojimeno, aunque pertenece al C.R.A. La Sierra de Cillán disponiendo de Ruta Escolar.
En cuanto a bibliotecas, se puede utilizar el servicio de Bibliobús en Mirueña de los Infanzones, Cabezas del Villar o Muñico.

### Ocio y restauración
Al ser una zona poco poblada las posibilidades de ocio se sitúan a pocos minutos pero fuera de la localidad. Durante el invierno los habitantes se desplazan a Ávila o a Peñaranda de Bracamonte aunque durante el verano es difícil aburrirse ya que entre fiestas propias y de pueblos cercanos el calendario queda prácticamente cubierto.
Dispone de un local de pensionistas llamado "Asociación de mayores Virgen del Espino" que se sitúa en la antigua escuela.

### Otros servicios
El suministro de agua se recibe del Pantano de Gamonal situado en Gamonal de la Sierra (anejo de Hurtumpascual)

## Historia

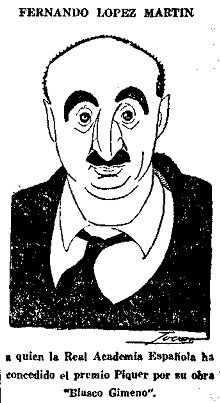
Fernando López Martín, de Tovar, en Gedeón, julio de 1920.

El nombre del pueblo viene de un caballero abulense que protegió Ávila y fue asesinado por el rey Alfonso I de Aragón en el año 1111. Tras matar las tropas aragonesas a varios caballeros abulenses en el llamado episodio de Las Hervencias de Ávila, Blasco Jimeno retó al rey aragonés en nombre de los abulenses en compañía de Lope Núñez, su sobrino y escudero. Alfonso I no aceptó el reto y mandó a sus tropas acabar con la vida de Blasco Jimeno en el lugar donde hoy se encuentra la "Cruz del reto", en Cantiveros. Fue por ello por lo que se conoce hoy a Blascojimeno con su nombre y a Gallegos de Sobrinos con el suyo (por, Lope Núñez, el sobrino de Blasco Jimeno).
En 1919, Fernando López Martín escribió su obra teatral "Blasco Jimeno. Leyenda dramática" en la que narra este episodio.
En las proximidades de Blascojimeno hay un torreón (también llamado "Torre de los moros"), posiblemente de época medieval. A unos 500 metros, hay otro torreón similar dentro de la "Dehesa de Sobrinos", propiedad de los Condes de Murillo, (recientemente aparecido en la revista Vanitatis por haber sido el lugar elegido por Esperanza Aguirre y la Infanta Elena para cazar. Ver http://www.vanitatis.com/noticias/2012/01/13/la-infanta-elena-y-esperanza-aguirre-se-van-juntas-de-caza-a-una-finca-abulense-17211/ Archivado el 15 de enero de 2012 en Wayback Machine.) por lo que no es posible su visita.
En la zona también existen restos de época vetona y celta, como lo son presumiblemente las tumbas funerarias que forman parte de la entrada a Castellanos, otra dehesa perteneciente a Gallegos de Sobrinos y un puente sobre el Río Navazamplón de la época de fundación del pueblo, a principios del siglo XII.
Disponía (hoy ya transformada en vivienda) de "La Parada", un local de grandes dimensiones que servía de auxiliar al Silo de Gallegos de Sobrinos.
Blascojimeno tenía el mejor comercio de la zona (el del "Tío Juan Julián") continuado más tarde por Horacio Díaz.
A mediados de los 80, bajo la alcaldía de Emiliano Sánchez Barroso, un empresario se interesó por el pueblo para realizar una gran residencia de mayores que al final fue rechazada por no conseguir vendedores suficientes del terreno.
Fue una localidad pionera en el cambio del nombre de calles tras la dictadura y su vía principal pasó de llamarse Avenida del Generalísimo a Calle Puerto del Pico poco después de finalizar el régimen de Franco.